# Sigismund Karibut
Sigismund Karibut (litovsko Žygimantas Kaributaitis, češko Zikmund Korybutovič) je bil litovski knez iz dinastije Gediminovič, najbolj znan kot poveljnik husitske vojske in med husitskimi vojnami guverner Češke in Prage, * okoli 1395, † 1435 v okolici Vilkmergėja. 
Sigismund je bil rojen najverjetneje v Novgorod-Siverskem Dimitriju Kaributu, sinu velikega litovskega vojvode Algirdasa, in Anastaziji, hčerki velikega kneza Olega Rjazanskega. Od leta 1404 je odraščal na dvoru svojega strica Jogaile (poljsko (Władysław Jagiełło) v Krakovu. Govorilo se je, naj bi  postal stričev naslednik na poljskem prestolu. Kot najstnik je leta 1410 v zmagoviti bitki pri Grunwaldu poveljeval svojemu praporu kronske vojske. 
Sigismundova starejša sestra Olena (Helena) je bila poročena s pomembnim mogotcem češkega kraljestva, vojvodom Janom Opavskim in Ratiborškim. 

## Življenje
Kot regent Češke v imenu litovskega vojvode Vitautasa je bil aprila 1422 pooblaščen, da popelje njegovo vojsko na Češko. Vojska ogrskega kralja Sigismunda Luksemburškega se je želela izogniti spopadu in se je umaknila na Ogrsko. Sigismund Karibut je prispel v Prago 16. maja 1422 in bil priznan za vladarja Češke. Postal je poveljnik lokalnih husitov in se boril v husitskih notranjih sporih. Papež Martin V. je vztrajal, da morata Vitautas in Jogaila odpoklicati Sigismunda iz Češke. Sigismund je skladno z dogovorom med Logailo in Sigismundom Luksemburškim s svojo vojsko zapustil Prago. 
Sigismund Karibut seveda ni mogel zavrniti ponujenega češkega prestola in je 29. junija 1424 ponovno prišel v Prago s 1500-glavo vojsko, tokrat brez Vitautasovega in  Jogajlovega soglasja. Ker je bil njun glavni cilj uspešna izvedba Sporazuma iz Melna, je bil spor s Sigismundom Luksemburškim nezaželen. Jogaila je ukazal zaplembo Kaributovega premoženja, papeški legat pa ga je izobčil. Karibut je medtem kot guverner Prage razpustil Mestni svet, sklical novega in uspel končati notranje spore med Janom Žižko in utrakvisti ter omogočil uspešen husitski vojaški pohod na Moravsko proti cesarju Sigismundu. Po Žižkovi smrti je postal vrhovni poveljnik njegove vojske, ki jo je 16. junija 1426 popeljal do zmage v bitki pri Usti nad Labem. 
Sigismund Karibut se je začel pogajati s Sigismundom Luksemburškim, da bi pobotal katolike in husite. Njegova politična kariera se je končala leta 1427, ko je bil na pobudo sumničavih praških taboritov aretiran in zaprt v gradu Waldstein. Obtožili so ga, da namerava organizirati vstajo v Pragi.  Po osvoboditvi se je udeležil bitk taboritov v Šleziji. Po odločilnem porazu v bitki pri Lipanih se je vrnil v Veliko litovsko kneževino. 
1. septembra 1435 je bil med poveljniki v bitki pri Wiłkomierzu na strani svojega strica Švitrigaile. Njegovo vojsko so sile Sigismunda Kęstutaitisa odločilno porazile. Karibut je bil med bitko ranjen, a se je boril do konca. Po mnenju Jana Długosza je bila vzrok njegove smrti huda okužba ran (extremo mortis horrendae supplicio), ki jih je dobil med bitko. 